# Stadium (detaljhandelskedja)
Stadium Aktiebolag är en svensk detaljhandelskedja som säljer sportutrustning. Huvudkontoret och centrallagret ligger i Norrköping, där också den ursprungliga sportbutiken låg; från början kallad Spiralen sport och framför allt specialister på skidor. Företaget grundades 1974 och har år 2020 cirka 170 butiker i Sverige, Tyskland och Finland.

## Koncept
Konceptet Stadium lanserades i och med öppnandet av butiken på Sergelgatan i Stockholm 1987. Butiken och konceptet hette ursprungligen "The Stadium" men ändrades kort därefter till endast "Stadium". Inspiration till konceptet fick ägarna efter att ha besökt OS i Los Angeles 1984, då de fick idén att skapa en arena med sportutrustning, sportkläder och skor. En bärande del i konceptet blev löparbanorna som ledde besökaren runt i butiken, samt att kunderna själva kunde plocka, prova och känna på varorna.
I mars 2007 öppnade företaget sitt första "flagshipstore" Stadium XXL i Sisjöns industriområde i Göteborg. Det är 4 000 kvadratmeter stort. Stadiums XXL-butiker har därefter bytt namn och heter Stadium+ (Plus) . Dessa har ett större utbud än de vanliga Stadiumbutikerna. I dagsläget finns Stadium+ i Barkarby, samt Sisjön (Göteborg), Svågertorp (Malmö) Kungens kurva (Stockholm) och Boländerna (Uppsala).
I Stadiumkoncernen ingår även de fristående koncepten Stadium Outlet och Stadium Run med helt eget utbud av varor och utseende på butiker. Koncernen drev även tre andra butiker i Stockholm, Göteborg och Åre under varumärket Red Devil, som såldes under vintern 2009. Butiken i Åre avvecklades under 2009 och Stadium övertog butiksytan som låg vägg-i-vägg; numera kallad Stadium Ski, som finns både i Sälen och i Åre.

## Stadium Online
Sedan augusti 2007 finns möjlighet att handla på webshopen www.stadium.se och få varorna hem eller fritt levererade till butik. Webb-butiken har vunnit flera priser såsom Retail Awards "Årets E-handel 2008" och en av Internetworlds "Topp 100 sajter 2009". I koncernen finns även Stadium Outlet-butiker, som säljer sportutrustning med 40-70 % lägre marknadspris.

## Produkter
Stadium säljer sportutrustning, kläder och sportmode, bland annat märken som Nike, Adidas, Puma, Reebok, Peak Performance och Asics. De säljer även ett antal egna varumärken som Warp, Everest, SOC, Race Marine, Occano, Four D och Revolution.

## Ägande
Stadium är ett helägt familjeföretag av den verksamhetsdrivande grundarfamiljen Eklöf. Åren 2005–2019 var Ikano delägare med 25 % av verksamheten, men valde hösten 2018 att fokusera sin företagsstrategi på de egna verksamhetsområdena.